# Френсіс Вільям Астон
Френсіс Вільям Астон (англ. Francis William Aston; 1 вересня 1877, Бірмінгем — 20 листопада 1945, Кембридж) — англійський фізик, член Лондонського королівського товариства (1921), лауреат Нобелівської премії з хімії за 1922 рік.
Основна наукова діяльність Астона пов'язана з вивченням стабільних ізотопів і визначенням їхньої відносної поширеності; його дослідження в цій області були такі обширні, а розроблена ним апаратура — така чутлива, що саме йому вдалося відкрити і охарактеризувати 276 нині відомих стійких ізотопів хімічних елементів.

## Біографія
Френсіс Вільям Астон народився 1 вересня 1877 р. в Гарборні (графство Бірмінгем, Англія) в заможній сім'ї фермера і торговця Вільяма Астона і Фані Шарлоти Холмс — дочки бірмінгемського зброяря. Вже в ранньому дитинстві Френсіс виявив цікавість до механічного конструювання. Завершивши початкову освіту, Астон в 1893 р. поступив в Масонський коледж Бірмінгема, потім -в Бірмінгемський університет. У коледжі йому пощастило навчатися під керівництвом видатних англійських учених — хіміків В. Тильдена і П. Франкланда, і фізика Дж. Пойнтінга. Вчився Астон відмінно, і за проявлені успіхи в 1889 був нагороджений університетською стипендією Фостера. Пов'язуючи своє майбуття тільки з хімією, Астон глибоко вивчав курси органічної і ферментативної хімії. Після закінчення університету він з економічних міркувань 3 роки працював на пивоварному заводі, а потім повернувся в Бірмінгемський університет. У цей період у нього сформувався інтерес до вивчення електропровідності газів і в 1903—1908 рр. Астон проводив фізичні дослідження спільно з Пойнтингом. До часу цієї співпраці відноситься перше значне відкриття Астона.
За допомогою газорозрядних трубок Крукеа він вивчав розряд у газах і провідність газів при низькому тиску. Одну з своїх класичних робіт тієї пори він присвятив вивченню впливу струму і тиску газу на товщину «темного простору Крукса». Заповнивши трубку воднем, він виявив нове явище («темний простір Астона») — первинний катодний темний простір, який охоплює катод шаром. Астон довів, що це явище спостерігається і в атмосфері гелію.
У 1909 р. Астон був призначений асистентом лектора фізики в Бірмінгемському універсистеті, а в 1910 почався 9-річний період плідної співпраці Астона з лауреатом Нобелівської премії з фізики Дж. Дж. Томсоном в Кавендішськії лабораторії в Кембриджі і в Королівському інституті в Лондоні (спочатку як особистий асистент, а з 1913 — стипендіат премії К. Максвела). Посада Астона в лабораторії Томсона дозволила йому проводити власні незалежні дослідження і максимально реалізувати свій талант експериментатора. Починаючи свою співпрацю з Томсоном, Астон вніс низку важливих удосконалень до приладів і методів Томсона: він сконструював покращену розрядну трубку, добився мінімального проміжку в катодних щілинах, удосконалив насос, сконструював змійовик для реєстрації втрати вакууму і винайшов камеру для фотографування слідів позитивно заряджених іонів («метод парабол»). При аналізі атомних і молекулярних мас позитивно заряджених іонів газу Томсон і Астон отримали несподіваний результат — неон складається з двох компонент (названих пізніше ізотопами) з атомними масами 20 і 22. Астон намагався спочатку розділити їх фракційною перегонкою рідкого неону, але зазнав невдачі і вирішив використовувати дифузію неону через пористу білу глину. Для вимірювання відмінностей в густині фракцій він сконструював чутливі для тих років мікротерези (10−9г) і, провівши тисячу циклів дифузії, зареєстрував невелику різницю в густині двох фракцій. Ці експерименти були перервані війною, під час якої Астон працював консультантом на авіаційному заводі у Фарнборо, але і на заводі він продовжував розвивати методи розділення ізотопів. У співавторстві з Ф. А. Ліндеманном їм було написано дві статті, про методи розділення ізотопів, опубліковані незабаром після закінчення війни. Астон, тоді вже самостійний дослідник в лабораторії Томсона, сконструював новий дифузійний апарат, але на ньому не зміг отримати переконливого доказу розділення ізотопів неону. Тоді він сконструював свій знаменитий мас-спектрограф, за допомогою якого визначив, що співвідношення в звичайному неоні атомів з масами 20 і 22 дорівнює 10 : 1, отже, середня атомна маса неону дорівнює 20,2. Ізотопія неону таким чином була доведена.
Саме доказ існування ізотопів неону спонукав Астона надовго, «до кінця життя», сконцентрувати свої зусилля на всесторонньому вивченні стабільних ізотопів. Надалі він ще двічі (у 1927 і 1935 рр.) радикально вдосконалив свій мас-спектрограф, добившись в останній моделі дуже високих робочих характеристик (роздільна здатність 1 : 2000 і точність 1 : 10−5).
Астон виявив понад 3/4 відомих нині стабільних ізотопів хімічних елементів, і лише ізотопію водню і кисню йому не вдалося довести. У 1919 р. він ввів в науку «правило цілих чисел», вважаючи, що маси атомів всіх ізотопів кратні кисневій одиниці 16О. Згодом була доведена, ізотопія кисню; Астону довелося відмовитися від ідеї цілих чисел, але він ввів поняття «Дефекту мас», в якому отримав наочний вираз ейнштейновського принципу еквівалентності маси і енергії. Використавши свої експериментальні дані, Астон побудував криву пакувальних коефіцієнтів, що дозволяли визначити, чи буде очікувана ядерна реакція виділяти або поглинати енергію.
У 1919 р. Астон був вибраний членом Триніті-коледжу в Кембриджі (де і пропрацював до кінця свого життя), в 1921 г.- членом Королівського товариства в Лондоні, в 1922 (з різницею в 2 дні) — нагороджений Нобелівською премією і медаллю Г'юджа, з 1924 року — член-кореспондент АН СРСР і італійської академії Лінчів. З 1936 по 1945 р. Астон був головою Атомного комітету при Міжнародному союзі хіміків.
У житті він твердо дотримувався вибраного стереотипу поведінки; можливо, звідси витікають його холостяцтво, педантизм в звичках, консерватизм в політиці та помірна релігійність. Після першої світової війни він зацікавився фінансами і швидко досяг висот в мистецтві вигідно поміщати гроші. У зеніті слави Астон мало годився для науково-адміністративної діяльності — він був "позбавлений дару керувати людьми і поправляти їх; студенти знали його як поганого педагога і нудного лектора. Його вислови поза фізикою були банальні, але, за свідченням Дж. Томсона-сина, це мовилося «з покірною скромністю». На науковому терені він любив працювати "наодинці, і, як відзначив В. Брок, мабуть, ненавидів саму ідею наукової співпраці: лише 6 з 143 статей написані зі співавторами. Але було б помилкою вважати Астона мізантропом і відлюдником. Явний недолік соціальної активності вищого духовного рівня у нього компенсувався різко вираженою емоційністю і пристрасною потребою в колективних спортивних іграх. Серед своїх численних друзів він був відомий як «ідеальний недільний компаньйон» — з ним можна було поговорити про людей, про купівлю і продаж речей, про раціональний устрій заміського будинку; він дуже любив тварин, чудово фотографував (що йому стало в пригоді в наукових дослідженнях — він розробив дотепну методику приготування високочутливих до дії позитивних іонів фотопластин), любив живопис і збирав китайську порцеляну, віртуозно, грав на скрипці і фортепіано (але серед музичних інструментів особливою любов'ю у нього користувалася віолончель). Він був великим любителем морських подорожей, брав участь в альпіністських експедиціях, але особливо любив лижі, ковзани і плавання. Під час перебування в Кембриджі любив грати в гольф з Резерфордом, Фаулером, Тейлором; дуже добре грав у лаун-теніс.
Відповідно до заповіту його великий маєток був переданий Триніті-коледжу в Кембриджі.
Праці Астона мали великий вплив на розробку теорії атомної структури в 1930-х роках. Про самобутність Астона-вченого краще за всіх сказав Дж. Томсон-син: «Діяльність Астона-фізика стала видатним внеском в науку з двох причин: перша — його особиста майстерність у проектуванні і виготовленні приладів, друга — його тверда віра в кінцевий успіх, віра, яку не могла сколихнути навіть відсутність достатньо переконливих експериментальних результатів».